# James H. Doolittle
Pour les articles homonymes, voir James Doolittle (homonymie) et Doolittle (homonymie).
James Harold Doolittle dit Jimmy Doolittle (14 décembre 1896 - 27 septembre 1993) est un pilote américain, pionnier du développement de l'aviation de l'entre-deux-guerres. Officier de l'USAAF pendant la Seconde Guerre mondiale, il conçut et mena en avril 1942 un raid audacieux qui porte son nom, le raid de Doolittle — le premier bombardement de Tokyo par les forces américaines.

## Jeunesse
Il est né à Alameda en Californie le 14 décembre 1896. Il passa sa jeunesse à Nome, en Alaska. Il suivit ensuite une scolarité à Los Angeles avant d'intégrer l'université de Berkeley où il étudia à l'école des Mines avant de prendre un congé pour s'engager en octobre 1917 dans le Signal Corps Reserve comme cadet volant (flying cadet). Doolittle s'entraina à l'école d'aéronautique militaire à Rockwell Field (en), en Californie, et fut nommé second lieutenant du Signal Corps' Aviation Section en mars 1918. Durant la Première Guerre mondiale, il resta aux États-Unis comme instructeur et fit son temps de guerre dans plusieurs camps de l'armée américaine au Texas, dans l'Ohio, en Louisiane, etc. Il mène également des patrouilles à la frontière mexicaine, après l'expédition punitive américaine de 1916.
Qualifié pour rester dans l'armée après la guerre, il est promu lieutenant le 1er juillet 1920 et suit l'école de mécanique du service aérien à Kelly Fields (en), au Texas, et les cours d'ingénieur en aéronautique à McCook Field, dans l'Ohio. Il part ensuite terminer sa formation à Berkeley où il obtient un Bachelor of Arts en 1922.

## Entre-deux-guerres

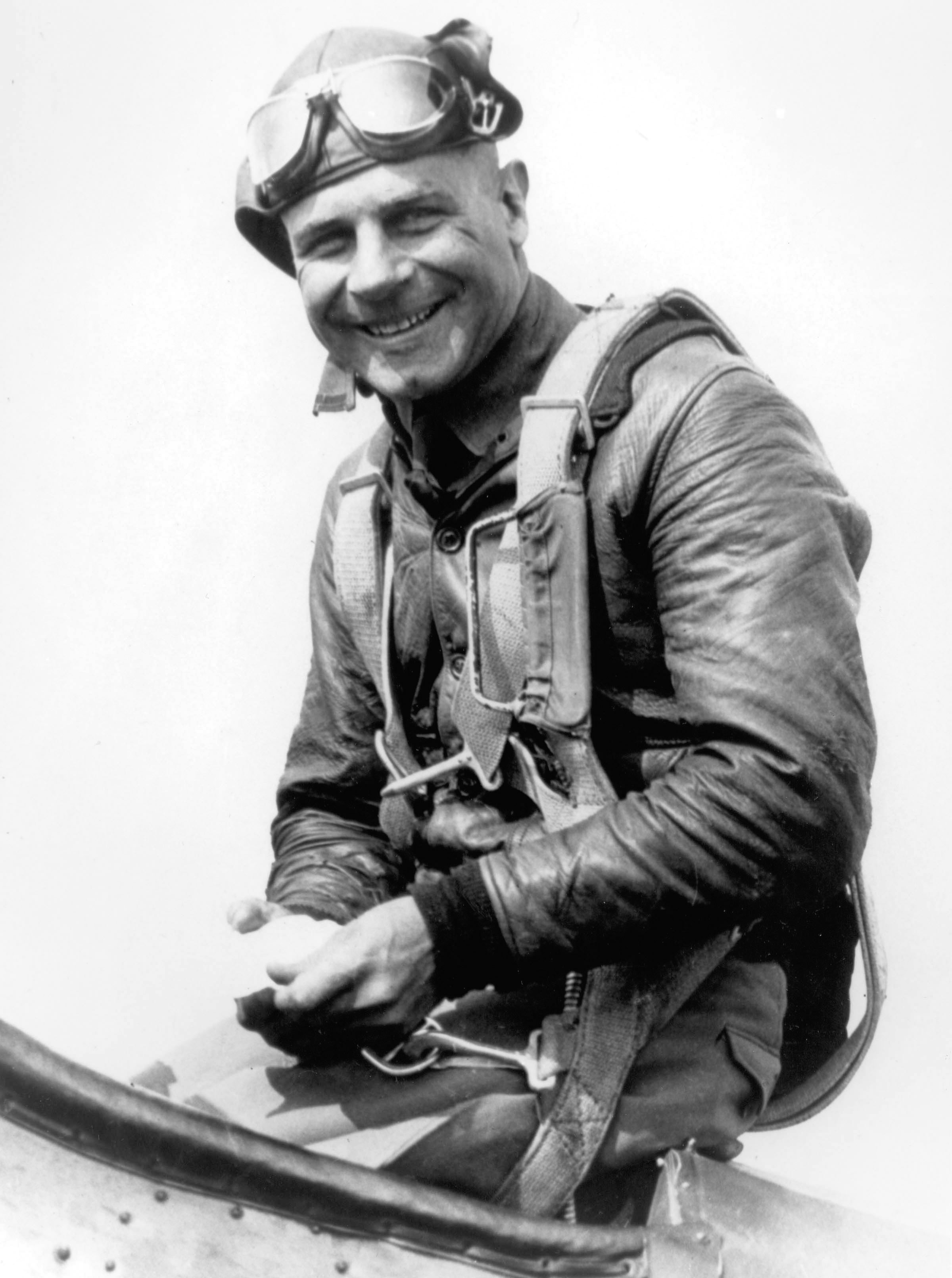
Photo de Doolittle dans les années 1920

Entre les deux guerres, il devient l'un des plus célèbres pilotes américains, pionnier de nombreux vols. Volant sur le De Havilland DH-4, équipé des premiers instruments de navigation, il effectue la première traversée du pays, de Pablo Beach, en Floride, à Rockwell Field (en) à San Diego, en Californie, en 21 heures et 19 minutes, ne s'arrêtant qu'une fois pour prendre du carburant à Kelly Field. L'US Army le décore alors de la Distinguished Flying Cross.
En juillet 1923, après avoir été pilote d'essai et ingénieur en aéronautique à McCook Field, Doolittle entre au Massachusetts Institute of Technology (MIT). En mars 1924, il mène des essais accélérés d'avions à McCook Field, en faisant le sujet de sa thèse de master et lui offrant une seconde Distinguished Flying Cross. Il obtint un Master of Science du MIT en juin 1924. Alors que l'armée lui avait donné deux années pour obtenir son diplôme, il ne lui en fallut qu'une. Il enchaîne immédiatement pour obtenir un doctorat en aéronautique, qu'il reçut en juin 1925. Il indique qu'il estimait son master plus significatif que son doctorat.
Après son diplôme, Doolittle suit un entraînement spécial sur des hydravions à grande vitesse à la Naval Air Station Anacostia, à Washington. Il sert également au bureau des essais navals à Mitchel Field, à New York, et est alors l'une des figures familières des tentatives de record aérien de la région de New York. Il gagne l'édition 1925 de la coupe Schneider sur un Curtiss R3C-2 à une vitesse moyenne de 232 milles par heure. Pour cet exploit, il reçut le Mackay Trophy (en) en 1926.
En avril 1926, Doolittle obtint un congé de l'armée pour aller en Amérique du Sud réaliser des vols de démonstration. Au Chili, il se brise les deux chevilles, réalisant avec son Curtiss P-1 Hawk des manœuvres aériennes malgré ses chevilles dans le plâtre. Il retourne aux États-Unis où il fut confiné au Walter Reed General Hospital pour ses blessures jusqu'en avril 1927. Doolittle est ensuite affecté au McCook Field à des tâches expérimentales en plus de son travail de pilote instructeur au sein du 385e escadron bombardier du Corps de réserve de l'Air. Durant cette période, il est le premier à réaliser une boucle vers le bas (outside loop).

### Instruments de bord
Sa plus importante contribution à la technologie aéronautique est le développement des instruments de bord. En 1929, il devint le premier pilote à décoller, à voler et à atterrir en utilisant les instruments de bord, sans visibilité à travers le cockpit. Retournant à Mitchel Field ce mois de septembre, il aide au développement de l'équipement de vol par temps de brouillard et au développement de l'horizon artificiel et du gyroscope directionnel, maintenant utilisés universellement. Il réalise un vol complet aux instruments. Il attire alors l'attention de la presse par ses vols « en aveugle » et reçoit plus tard le trophée Harmon pour la conduite de ces expérimentations. Celles-ci rendent possible de voler par tous les temps pour les lignes aériennes.
En janvier 1930, il conseille l'armée pour la construction de l'aérodrome de Floyd Bennett à New York. Doolittle démissionne de son service actif dans l'armée le 15 février 1930 et est nommé major du Corps des spécialistes de réserve un mois plus tard. Il est nommé directeur du département aviation de la Shell Oil Company, ce qui lui donna la possibilité de conduire de nombreux tests aéronautiques. Il effectue alors régulièrement des périodes d'entraînement dans l'armée pour y réaliser des essais.
Doolittle permit à la Shell Oil Company de produire les premiers carburants d'aviation avec un indice d'octane de 100. Le carburant à haut indice d'octane était crucial pour les avions de haute performance qui étaient développés à la fin des années 1930.
En 1931, Doolittle remporte le trophée Bendix en gagnant la course Burbank (Californie) — Cleveland (Ohio) dans un biplan Laird Super Solution (en).
En 1932, il établit le record de vitesse pour avion partant de la terre ferme avec 296 milles par heure dans le Shell Speed Dash. Cette même année, il gagna à Cleveland le Thompson Trophy aux commandes du Gee Bee R-1 avec une vitesse moyenne de 252 milles par heure. Après avoir gagné les trois grands trophées de son époque, le Schneider, le Bendix et le Thompson, il se retira officiellement des courses aériennes, déclarant : « I have yet to hear anyone engaged in this work dying of old age ».
En avril 1934, Doolittle devint un membre du Baker Board. Présidé par l'ancien secrétaire à la Guerre Newton D. Baker, le bureau fut conçu pendant le scandale de l'Air Mail (en) pour étudier l'organisation de l'Army Air Corps. Une année plus tard, Doolittle intégra l'Air Corps Reserve. En 1940, il devint président de l'Institut de science aéronautique. Il reprit du service actif le 1er juillet 1940 en tant que major et adjoint du superviseur de district du Central Air Corps Procurement District à Indianapolis et Détroit, où il travailla avec les grands constructeurs automobiles dans la conversion de leurs usines pour la production d'avions. En août, il fut membre d'une mission spéciale envoyée en Angleterre pour s'informer des forces aériennes étrangères et de leur développement militaire.

## Seconde Guerre mondiale

### Assaut contre le Japon

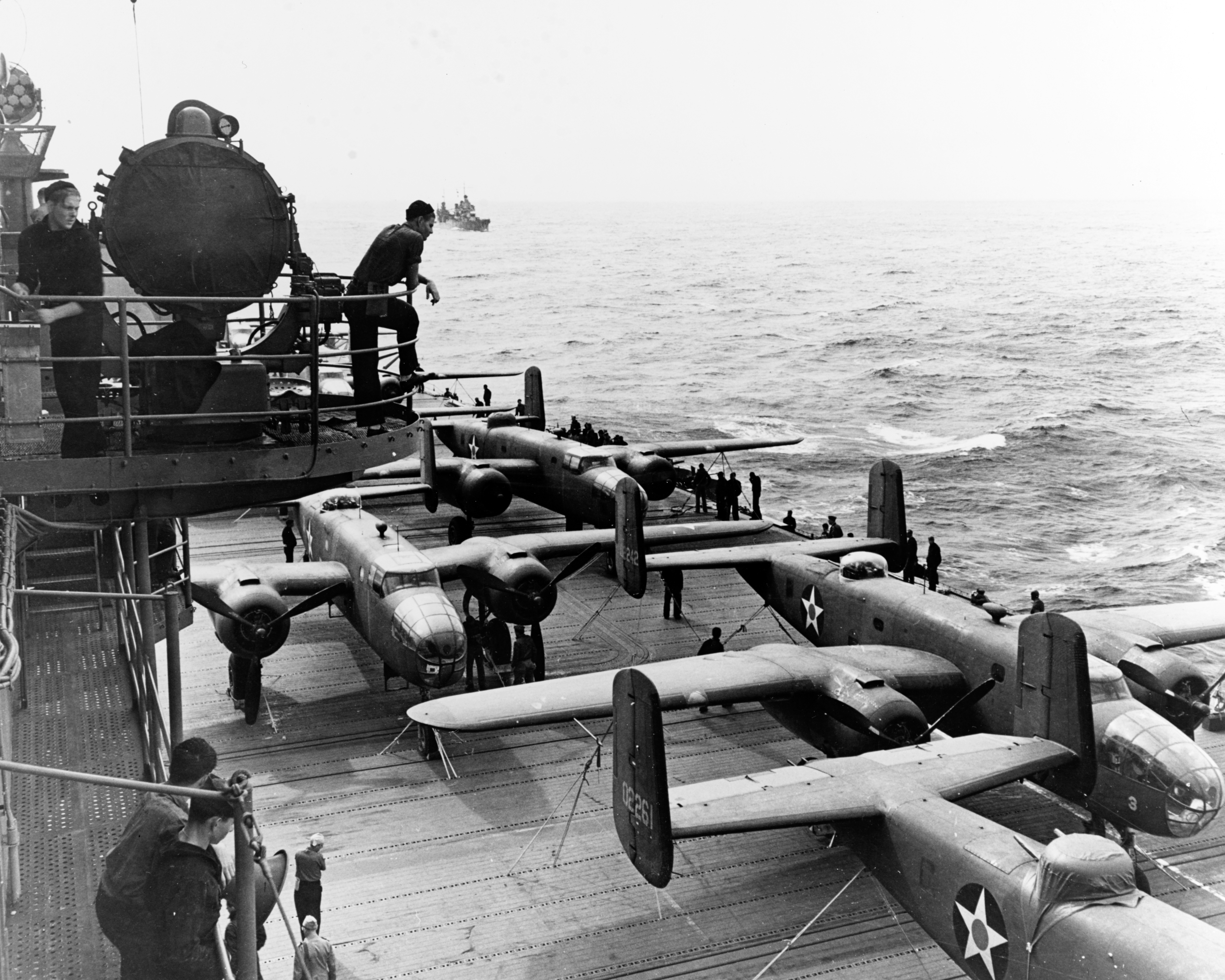
Les B-25 sur le pont du avant le raid

Peu après l'attaque de Pearl Harbor en décembre 1941 et l'entrée en guerre des États-Unis, Doolittle est promu lieutenant-colonel le 2 janvier 1942 et partit au quartier général de l'Army Air Force pour planifier le premier assaut aérien contre le Japon. Il se porte volontaire et reçoit l'approbation du général H.H. Arnold pour mener l'attaque des seize bombardiers B-25, depuis le porte-avions USS Hornet, le 18 avril 1942 avec pour cible Tokyo, Kobe, Osaka et Nagoya (le "raid de Doolittle"). Il reçoit la Medal of Honor pour cet exploit.

### Guerre en Méditerranée et en Europe
En juillet 1942, comme brigadier général — il est promu de deux grades le jour suivant l'assaut contre le Japon, sautant le grade de colonel — Doolittle est affecté à la 8th USAAF naissante et le 23 septembre 1942 devient le commandant de la 12th USAAF en Afrique du Nord. Il est promu Major General en novembre 1942 et en mars 1943, il devient le commandant de la Northwest African Strategic Air Forces, un commandement unifié d'unités de l'US Army Air Forces et de la Royal Air Force. En novembre 1943, il devient le commandant de la 15th USAAF, toujours sur le théâtre d'opérations méditerranéen. Il participe, comme pilote d'un B-26 Marauder, à une mission d'attaque contre des canons à Pantelleria et vole quelques autres fois, malgré les risques encourus, surtout celui d'une capture par l'ennemi.
Le 3 janvier 1944, il prend son commandement le plus important, celui de la 8th USAAF basée en Angleterre. Le 13 mars il est promu lieutenant général, le plus haut grade jamais atteint dans l'armée américaine par un officier de réserve. Avec le général Spaatz il modifie profondément la tactique des bombardements stratégiques au-dessus du Reich. Les deux hommes sont à l'origine de la mise en œuvre de la Big Week, une semaine de bombardements des sites des industries aéronautiques du Reich, visant autant à réduire le potentiel aéronautique allemand qu'à forcer la chasse allemande à combattre des chasseurs alliés, pour la détruire. Tactique renouvelée deux semaines plus tard avec le bombardement pendant une semaine de Berlin.
Son principal apport est de libérer les chasseurs américains de la tâche de protection serrée des flottes de bombardiers, les poussant à engager le combat contre la chasse allemande et à la poursuivre. Cette approche permet aux pilotes des P-38, P-47 et P-51 américains d'escorte de profiter de leur autonomie en carburant pour attaquer également les aérodromes et les moyens de transports ennemis, surtout lors de leur retour à leur base. Ceci contribue grandement à la suprématie aérienne alliée au-dessus de l'Europe à partir d'avril-mai 1944.

## Après-guerre
À partir de janvier 1944, James Doolittle est nommé à la tête de la 8e Air Force qui participe à la bataille de Normandie. Il réorganise les principes tactiques des opérations aériennes, notamment dans le domaine des escortes des bombardiers, et déploie son unité dans le Pacifique en vue d’effectuer des opérations sur le territoire japonais.
Après la Seconde Guerre mondiale, le général Doolittle quitte le service actif et reprend son statut de réserviste le 10 mai 1946. Vice-président puis président de la compagnie pétrolière Shell, il est également président de l’Air Force Association. Il est nommé conseiller dans le cadre de l’étude des programmes militaires balistiques et spatiaux. Il reçoit une quantité impressionnante de décorations – aussi bien civiles que militaires, des États-Unis et d’autres pays comme la France et l’Angleterre – pour récompenser son engagement et son courage dans le développement de l’aviation américaine : en 1985, le président Reagan lui remet personnellement ses quatre étoiles de général et la médaille de la liberté (Freedom Medal). Il est jusqu’alors le seul à avoir été décoré des deux plus prestigieuses médailles américaines (Medal of Honor et Freedom Medal).
James Doolittle meurt le 27 septembre 1993 à Pebble Beach en Californie. Il est enterré au côté de sa femme Josephine au cimetière national d’Arlington.

## Dans la culture populaire

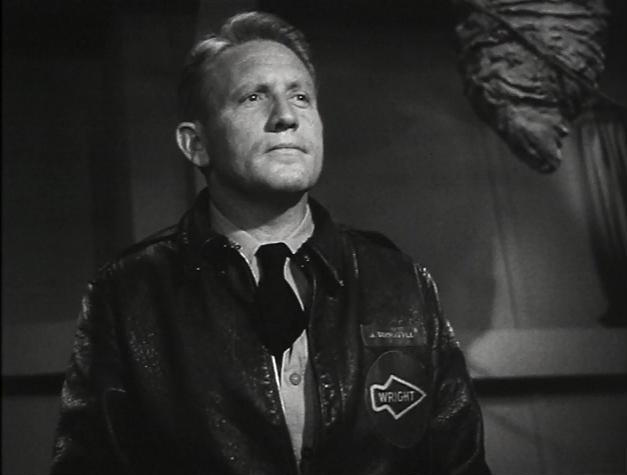
Spencer Tracy dans le film Trente Secondes sur Tokyo.

Plusieurs acteurs ont interprété le rôle de James H. Doolittle dans différentes fictions inspirées de l'histoire :
- Spencer Tracy dans le film Trente Secondes sur Tokyo (1944)
- Vince Davis dans le téléfilm Pancho Barnes (1988)
- Alec Baldwin dans le film Pearl Harbor (2001)
- John White dans la série documentaire Man, Moment, Machine (en), épisode Doolittle's Daring Raid (2005)
- Vincent Riotta dans le film The Lost Soldier (The Chinese Widow) de Bille August.
- Aaron Eckhart dans le film Midway (2019)